# Zakwaszanie wód

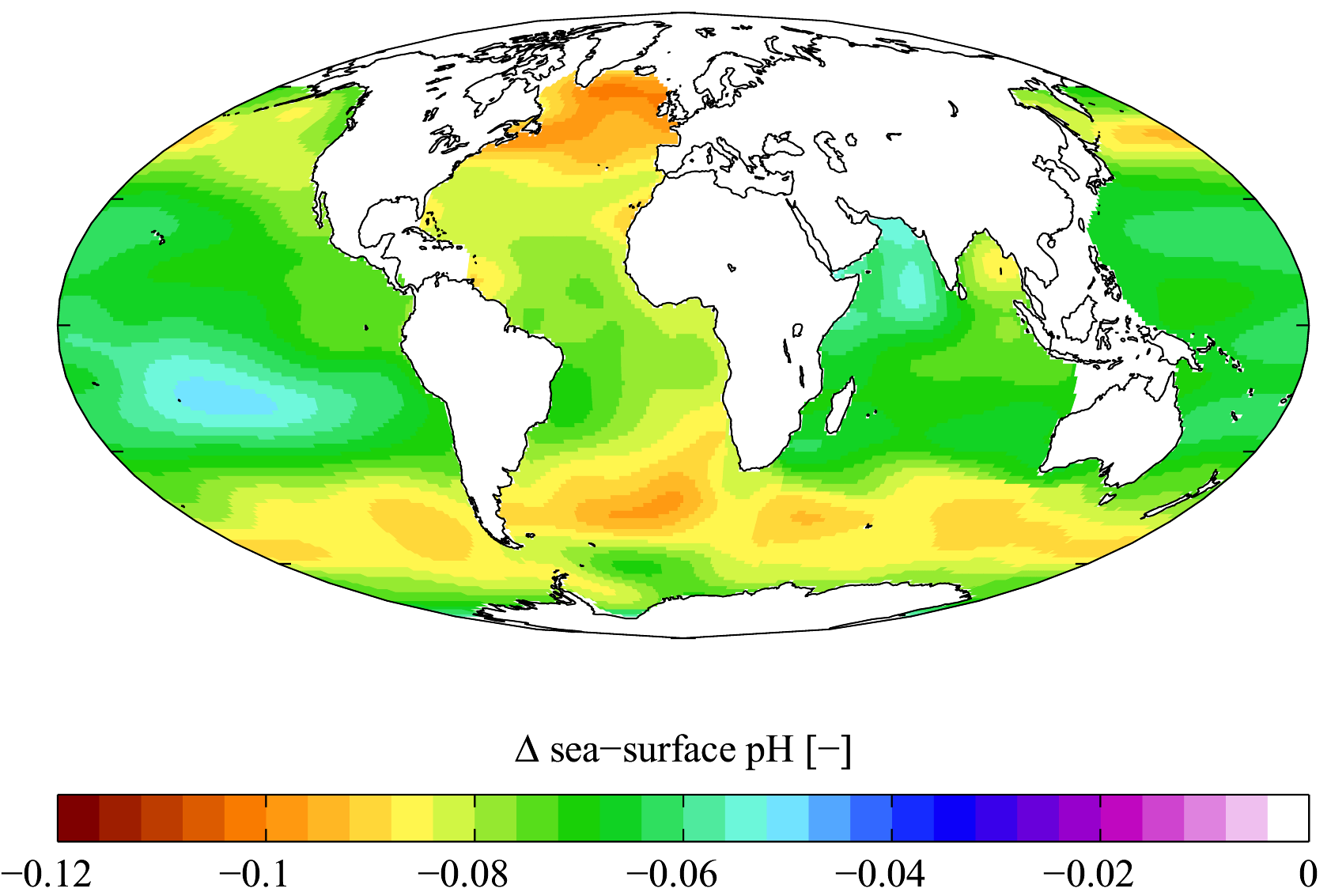
Szacowana zmiana pH powierzchniowych warstw wód oceanu będąca skutkiem wzrostu stężenia CO_{2} pomiędzy rokiem 1700 a 1990

Zakwaszenie wód – proces zwiększania kwasowości wód w zbiornikach naturalnych w wyniku procesów naturalnych i sztucznych. Jego miarą jest spadek średniej wartości pH wody.

## Geneza

### Antropogeniczne zakwaszanie rzek i jezior
Zakwaszenie jezior i rzek jest procesem najczęściej wywoływanym działaniem człowieka. Powodowany jest najczęściej kwasem siarkowym oraz azotowym pochodzenia przemysłowego głównie ze spalin i procesów technologicznych. W większej części Europy pH opadów jest mniejsze niż 4,7 (kwaśne deszcze). Do wód powierzchniowych substancje te docierają nie tylko z opadami, ale również ze spływami ze zlewni. Te ostatnie mogą być jednak zobojętnione, dzięki buforującym właściwościom gleb zawierających związki o charakterze zasadowym, głównie wapnia. Na obszarze Polski kwaśne spływy ze zlewni występują na terenach górskich, gdzie podłoże wykształcone jest na kwaśnych, granitowych skałach.

### Naturalne zakwaszanie wód
Zakwaszanie wód może mieć także charakter naturalny. Zachodzi ono w zbiornikach o wodzie miękkiej (zawierającej mało jonów wapnia i magnezu), w których zlewni powstaje dużo kwaśnych substancji humusowych. Dotyczy to jezior lobeliowych i humotroficznych na wczesnym etapie, których sukcesja określana jako dystrofizacja prowadzi do przekształcenia w kwaśne jeziora polihumusowe. Również zlewnie porośnięte przez lasy iglaste mogą wprowadzać poprzez spływ powierzchniowy substancje humusowe wpływając na dystrofizację zbiorników – najczęściej niewielkich rozmiarów i bezodpływowych.

### Zakwaszanie oceanu
Zwiększanie kwasowości zaobserwowano także w wodach oceanicznych, prawdopodobnie jako skutek absorbowania zwiększonych ilości dwutlenku węgla tworzącego kwas węglowy. Zakwaszanie oceanu wynika przede wszystkim ze zwiększenia koncentracji dwutlenku węgla w atmosferze a w rezultacie – nasilonego rozpuszczania się tego gazu w wodzie morskiej. Zjawisko może być wzmacniane przez występowanie kwaśnych deszczów lub spływ nawozów. Obecne zakwaszanie oceanu jest efektem działalności człowieka, jednak w historii Ziemi zdarzały się epizody zakwaszania wynikającego z przyczyn naturalnych.

## Skutki
Spadkowi pH towarzyszy zmiana rozpuszczalności oraz stopnia utlenienia wielu metali. W środowisku kwaśnym wzrasta przede wszystkim rozpuszczalność glinu, miedzi, cynku, żelaza niklu oraz ołowiu, a rtęci i wanadu maleje. Wzrastająca rozpuszczalność glinu prowadzi do powstawania jego toksycznych jonów, co w efekcie doprowadza do zubożenia flory i fauny. Glin wytrąca się również w kompleksach z substancjami humusowymi, przez co woda w zbiorniku robi się coraz bardziej przezroczysta, ale staje się szkodliwa dla zwierząt, roślin i zdrowia ludzkiego (w rejonie górnej Wisły – rezerwacie pstrąga, ryba ta wyginęła wskutek zakwaszenia wody).
Zakwaszenie gleb wiąże się także ze zwiększonym eksportem do wód pierwiastków, takich jak: wapń, magnez, a zwłaszcza fosfor, który potęguje eutrofizację. Dochodzi również do bujnego rozwoju glonów, szczególnie z rodzaju mużocja, co spowodowane jest między innymi zmniejszającą się presją roślinożerców wskutek ustępowania licznych bezkręgowców. Rośliny naczyniowe są często wypierane przez torfowce, dochodzi również do wypierania np. okrzemek. Okrzemki mają specyficzne preferencje w stosunku do pH, na podstawie ich pancerzyków próbuje się rekonstruować historię zmian pH w wodach.
Trwały powrót jeziora do właściwego pH może nastąpić tylko wówczas, gdy redukcji ulegnie emisja przemysłowa, ciepłownicza i motoryzacyjna. Obecnie na terenach Europy między innymi w Skandynawii prowadzone są zabiegi neutralizujące, polegające na wapnowaniu oraz wprowadzaniu NaOH do wody jeziornej.
W przypadku oceanu ważnym skutkiem zakwaszania jest zmiana względnych koncentracji jonów hydroniowych (H3O+), wodorowęglanowych (HCO3-) i węglanowych (CO32-). Utrudnia to tworzenie i utrzymywania w dobrym stanie skorupek oraz szkieletów organizmów pobierających z otoczenia węglan wapnia (CaCO3), na przykład małży czy koralowców.